# Бржетислав II Младший
Бржетислав II (чеш. Břetislav II., ок. 1056 — 22 декабря 1100 г.) — князь Чехии (1092—1100).

## Биография

### Ранние годы
Бржетислав II принадлежал к роду Пржемысловичей, сын короля Чехии Вратислава II. Первое упоминание о нём относится к 1087 году, когда он неудачно возглавлял пограничный дозор против саксов. Вратислав II дал ему удел Градечко и, возможно, собирался обойти его в престолонаследии и сделать своим преемником первенца от брака со Светославой Польской Болеслава.
В конфликте между отцом и его братом Конрадом I Брненским Бржетислав поддержал дядю. Бржетислав убил княжеского советника Здирада, однако его армии все равно пришлось отступить во Вроцлав. Вскоре Конрад Брненский занял престол, а после смерти дяди в 1092 году, согласно тогдашним законам престолонаследия, чешский престол перешел к Бржетиславу.

### Правление
Бржетислав отличался религиозным рвением. В 1094 году он запретил язычество, которое ещё имело распространение среди простолюдинов. Священные деревья и рощи были сожжены. Он преследовал не только язычников, но и клир, служивший на славянском языке, заменив его латинским обрядом; преследовал ведьм и языческих волхвов. Во время начавшегося в годы его правления Первого крестового похода Бржетислав II приказал насильно крестить пражских евреев, а в 1098 году конфисковал их имущество.
Бржетислав пытался ограничить влияние империи на чешское государство, а также укрепить свою княжескую власть.
Во время правления Бржетислава имели место его вооружённые выступления против отдельных славянских племён, отказывавшихся платить налоги чешской казне. В 1093 году Бржетислав занял Силезию вплоть до Одера.

### Вопрос о престолонаследии
Согласно традиции, наследником чешского трона после смерти Бржетислава должен был стать сын Конрада I, Ольдржих. Однако Бржетислав на Пасху 1099 года сумел убедить императора Генриха IV в том, что правильнее было бы отдать чешскую корону Борживою, брату Бржетислава. После возвращения из Германии Бржетислав изгнал Ольдржиха из принадлежавшей тому Моравии и отдал её Борживою. Потомки Конрада Брненского бежали из страны, а Ота I Оломоуцкий, Святополк Оломоуцкий и Ота II Чёрный заявили о лояльности к Бржетиславу.

### Смерть

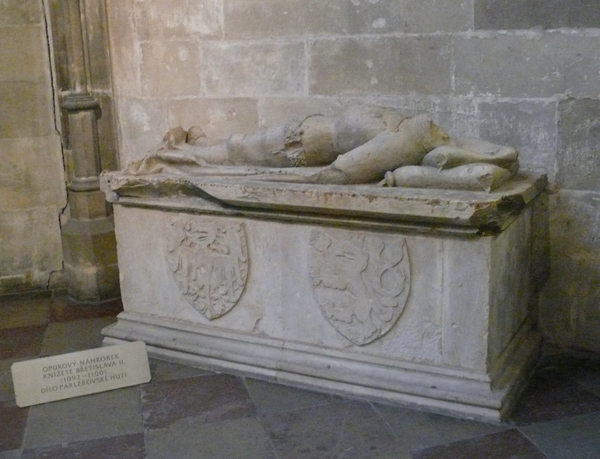
Гробница Бржетислава II Младшего

Бржетислав II был убит во время выезда на охоту ударом копья в спину. Согласно некоторым сведениям, убийца был подослан представителями рода Вршовцев, враждовавшего с Пржемысловичами.

### Сын Бржетислава
Женой Бржетислава была Лукарта Богенская, родившая ему сына Бржетислава, который, однако, не имел прав на престол, поскольку на тот момент княжеский титул в Чехии наследовал старший в роду Пржемысловичей. Последнее упоминание о Бржетиславе-младшем относится к 1130 году, когда его дядя Собеслав I приказал его ослепить за участие в заговоре. Позднее Бржетислав умер, не оставив потомков.